# Joji Ikegami
Joji Ikegami (池上 丈二 Ikegami Joji?, Kumamoto, 6 de noviembre de 1994) es un futbolista japonés que juega como centrocampista en el Renofa Yamaguchi F. C.

## Trayectoria

### Clubes
| Club                   | País  | Año   |
| ---------------------- | ----- | ----- |
| Renofa Yamaguchi F. C. | Japón | 2017- |